# 彦坂佳宣
彦坂 佳宣（ひこさか よしのぶ、1947年 - ）は、日本の国語学者。専門は方言学。立命館大学名誉教授。

## 学歴
- 1970年3月：愛知教育大学教育学部卒業
- 1977年3月：東北大学文学研究科国語学専攻単位取得満期退学

## 単著
- 『尾張近辺を主とする近世期方言の研究』（和泉書院、1997年3月）
- 『方言はまほうの言葉！』（アリス館、1997年4月）

## 著作
主に研究代表者として関与した研究報告書など。
- 『東海地方方言史に関する地理学的・文献学的総合研究』科学研究費補助金(一般研究Ｃ)研究成果報告書 ： 昭和61（1986）年度　（※編者）
- 『全国方言地図と文献との対照による助詞・助動詞の発達・伝播に関する研究』　科学研究費補助金（基盤研究Ｃ[2]）研究成果報告書 : 平成10（1998）年度～平成12（2000）年度　（※研究代表者）
- 『方言文法事象の伝播類型についての地理学的・文献学的研究』　科学研究費補助金（基盤研究Ｃ[2]）研究成果報告書 ： 平成14(2002)年度～平成17(2005)年度　（※研究代表者）
- 『『方言文法全国地図』の地理学的・文献学的研究』立命館大学学術研究助成 特定研究Ａ研究成果報告書 ： 1996年度　（※研究代表者）
- 『近世期における地方日記類の方言的・社会言語学的研究』立命館大学学術研究助成 特定研究Ⅰ研究成果報告書 ： 2001年度　（※研究代表者）